# خين مونغ تون
خين مونغ تون هو لاعب كرة قدم صيني في مركز الدفاع، ولد في 1980 في يانغون في ميانمار. شارك مع منتخب ميانمار لكرة القدم. أما مع النوادي، فقد لعب مع نادي ياداناربون.

## وصلات خارجية
- خين مونغ تون على موقع ناشيونال فوتبول تيمز (الإنجليزية)